# Argument hyperbolického tangens

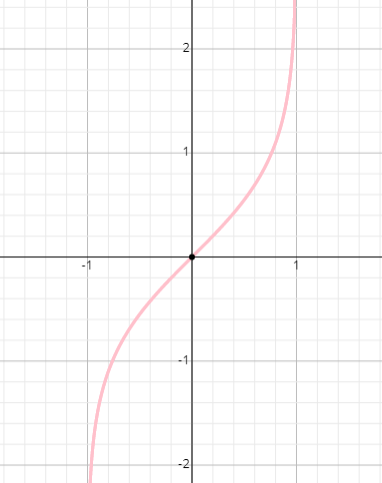
Graf funkce argument hyperbolického tangens

Argument hyperbolického tangens je hyperbolometrická funkce. Značí se {\displaystyle \operatorname {artanh} x}.

## Definice
Argument hyperbolického tangens je definován jako funkce inverzní k hyperbolickému tangens. Platí {\displaystyle \operatorname {artanh} x={\frac {1}{2}}\ln \left({\frac {1+x}{1-x}}\right)}.

## Vlastnosti
- Definiční obor funkce

{\displaystyle (-1;1)}
- Obor hodnot funkce

{\displaystyle {R}}
- Argument hyperbolického tangens je lichá funkce.

- Inverzní funkcí k argumentu hyperbolického tangens je {\displaystyle \tanh(x)}.

- Derivace:

{\displaystyle {\frac {d}{dx}}\operatorname {artanh} \,x={\frac {1}{1-x^{2}}}}
- Neurčitý integrál:

{\displaystyle \int \operatorname {artanh} \,x\mathrm {d} x=x\operatorname {artanh} \,x+{\frac {1}{2}}\ln(x^{2}-1)}
- Neomezená, rostoucí funkce
- Neperiodická funkce

{\displaystyle \lim _{x\to -1^{+}}\operatorname {artanh} (x)\ =-\infty }
{\displaystyle \lim _{x\to 1^{-}}\operatorname {artanh} (x)\ =\infty }